# كهوف كونبروسي
كهوف كونبروسي (بالتشيكية: Koněpruské jeskyně)‏ هو نظام كهف في قلب منطقة الحجر الجيري المعروفة باسم إقليم بوهيميا الوسطى، التشيك. تقع جنوب غرب براغ، على بعد 6 كيلومترات (3.7 ميل) جنوب بيرون في منطقة بوهيميا الوسطى. الاسم مشتق من قرية كونبروسي القريبة. يبلغ طوله 2 كم (1.2 ميل) والنطاق العمودي 70 مترًا (230 قدمًا)، وهو أكبر نظام كهف في بوهيميا.

## وصلات خارجية
- Koněprusy Caves Official Website باللغة الإنجليزية
- Cave Administration of the Czech Republic باللغة الإنجليزية